# アステリモア
アステリモアとは、1938年から1940年にかけて日本で活躍したサラブレッド種の競走馬。阪神優駿牝馬（後の優駿牝馬）の初代勝ち馬である。

## 略歴

### 誕生
第3回東京優駿大競走（日本ダービー）に優勝したフレーモアの全妹として、1935年4月19日に土田農場で生まれた。その後、競馬評論家の大川慶次郎の父である大川義雄が馬主となり、1938年5月7日にデビューする事となる。

### 現役時
デビュー戦は1番人気3着に終わったアステリモアは、春シーズンこそ東京優駿競走での3着など惜敗が多く5戦1勝に終わったが、秋シーズンでは阪神優駿牝馬優勝を含む3戦2勝の好成績を挙げた。阪神優駿牝馬以後は7回出走して一度も勝てなかったものの、2着3回・3着2回・4着1回・5着1回と安定した成績を残している。特に1939年シーズン最終戦の中山記念では最低人気で2着に入った。

### 引退後
1940年4月6日のレース（2番人気2着）を最後に、アステリモアは引退して繁殖牝馬となった。八大競走初代王者の中では最も繁殖戦果が優秀で、産駒には農林省賞典や中山記念を制したヒデヒカリ、優駿牝馬2着のシラヨシ、キヨフジ記念を制したタカツキなどがいる。

## 血統表
| アステリモアの血統                      | アステリモアの血統                   | アステリモアの血統                   | （血統表の出典）                     | （血統表の出典） |
| 父 シアンモア Shian mor 1924年産 黒鹿毛 | 父の父Buchan 1916年 鹿毛             | Sunstar                              | Sundridge                            | Sundridge        |
| 父 シアンモア Shian mor 1924年産 黒鹿毛 | 父の父Buchan 1916年 鹿毛             | Sunstar                              | Doris                                |                  |
| 父 シアンモア Shian mor 1924年産 黒鹿毛 | 父の父Buchan 1916年 鹿毛             | Hamoaze                              | Torpoint                             | Torpoint         |
| 父 シアンモア Shian mor 1924年産 黒鹿毛 | 父の父Buchan 1916年 鹿毛             | Hamoaze                              | Maid of the Mist                     |                  |
| 父 シアンモア Shian mor 1924年産 黒鹿毛 | 父の母Orlass 1914年 黒鹿毛           | Orby                                 | Orme                                 | Orme             |
| 父 シアンモア Shian mor 1924年産 黒鹿毛 | 父の母Orlass 1914年 黒鹿毛           | Orby                                 | Rhoda B.                             |                  |
| 父 シアンモア Shian mor 1924年産 黒鹿毛 | 父の母Orlass 1914年 黒鹿毛           | Simon Lass                           | Simontault                           | Simontault       |
| 父 シアンモア Shian mor 1924年産 黒鹿毛 | 父の母Orlass 1914年 黒鹿毛           | Simon Lass                           | Kilkenny Lass                        |                  |
| 母 アステリヤ Asteria 1926年産 鹿毛     | 母の父Othello 1908年 黒鹿毛          | Desmond                              | St.Simon                             | St.Simon         |
| 母 アステリヤ Asteria 1926年産 鹿毛     | 母の父Othello 1908年 黒鹿毛          | Desmond                              | L'Abbesse de Jouarre                 |                  |
| 母 アステリヤ Asteria 1926年産 鹿毛     | 母の父Othello 1908年 黒鹿毛          | Queen Fairy                          | Oberon                               | Oberon           |
| 母 アステリヤ Asteria 1926年産 鹿毛     | 母の父Othello 1908年 黒鹿毛          | Queen Fairy                          | Lady Lothian                         |                  |
| 母 アステリヤ Asteria 1926年産 鹿毛     | 母の母Astafieva 1917年 鹿毛          | Sunstar                              | Sundridge                            | Sundridge        |
| 母 アステリヤ Asteria 1926年産 鹿毛     | 母の母Astafieva 1917年 鹿毛          | Sunstar                              | Doris                                |                  |
| 母 アステリヤ Asteria 1926年産 鹿毛     | 母の母Astafieva 1917年 鹿毛          | Aunt Hetty                           | Love Wisely                          | Love Wisely      |
| 母 アステリヤ Asteria 1926年産 鹿毛     | 母の母Astafieva 1917年 鹿毛          | Aunt Hetty                           | Hettie Sorrel                        |                  |
| 母系(F-No.)                             | (FN:1-w)                             | (FN:1-w)                             | (FN:1-w)                             | [ § 2 ]          |
| 5代内の近親交配                         | Sunstar 3×3=25.0%、St.Simon4×5=9.38% | Sunstar 3×3=25.0%、St.Simon4×5=9.38% | Sunstar 3×3=25.0%、St.Simon4×5=9.38% | [ § 3 ]          |
| 出典                                    | 1. 2. 3.                             | 1. 2. 3.                             | 1. 2. 3.                             | 1. 2. 3.         |

全兄フレーモア・全姉フエアモアなどがいる。